# Pellorneum macropterum
Pellorneum macropterum és una és una espècie d'ocell de la família dels pel·lornèids (Pellorneidae). Es troba al nord i centre de Borneo i a l'illa de Banggi. Anteriorment, es considerava una subespècie de la matinera pitblanca (Pellorneum rostratum).

## Taxonomia i etimologia
Pellorneum macropterum va ser descrit formalment el 1868 pel zoòleg italià Tommaso Salvadori basant-se en un exemplar recollit a Borneo. El va classificar amb els alacurt del gènere Brachypteryx i va establir el nom binomial Brachypteryx macroptera. L'epítet específic prové del grec antic «makropteros» que significa “d'ales llargues” (de «makros» que significa “llarg” i «pteron» que significa “ala”).
Pellorneum macropterum ha estat traslladada al gènere Pellorneum, introduïda el 1832 pel naturalista anglès William Swainson. Abans es tractava com una subespècie de la matinera pitblanca (Pellorneum malaccense), però a causa de les diferències vocals i genètiques, ara es tracta com una espècie separada. L'espècie es considera monotípica: no es reconeix cap subespècie.